# Billion Dollar Babies (canción)
«Billion Dollar Babies» es una canción de la banda de rock estadounidense Alice Cooper, lanzada como sencillo del álbum Billion Dollar Babies. El sencillo fue publicado en julio de 1973, meses después de la publicación del álbum. La canción es un dueto entre Alice Cooper y Donovan, el cual provee las voces en falsete. Fue compuesta por Alice Cooper, Michael Bruce y Reggie Vinson (guitarrista de sesión que había trabajado previamente con la banda).

## Lista de canciones del sencillo
1. «Billion Dollar Babies» (Bruce, Cooper, Vinson) - 3:43
2. «Mary Ann» (Bruce, Cooper) - 2:21

## Personnel
- Alice Cooper - voz
- Steve Hunter - guitarra
- Dick Wagner - guitarra
- Michael Bruce - guitarra
- Dennis Dunaway - bajo
- Neal Smith - batería
- Donovan - voz